# رینکو راجگورو
رینکو راجگورو (به انگلیسی: Rinku Rajguru) (زاده ۳ ژوئن ۲۰۰۱) بازیگر هندی است.
از فیلم‌هایی که وی در آن نقش داشته است می‌توان به وحشی و گله اشاره کرد.